# Lîtvînove, Novopskov
Lîtvînove (în ucraineană Литвинове) este un sat în comuna Kozlove din raionul Novopskov, regiunea Luhansk, Ucraina.

## Demografie
Componența lingvistică a localității Lîtvînove
     Ucraineană (98%)
     Rusă (2%)
Conform recensământului din 2001, majoritatea populației localității Lîtvînove era vorbitoare de ucraineană (98%), existând în minoritate și vorbitori de rusă (2%).